# R33級飛行船

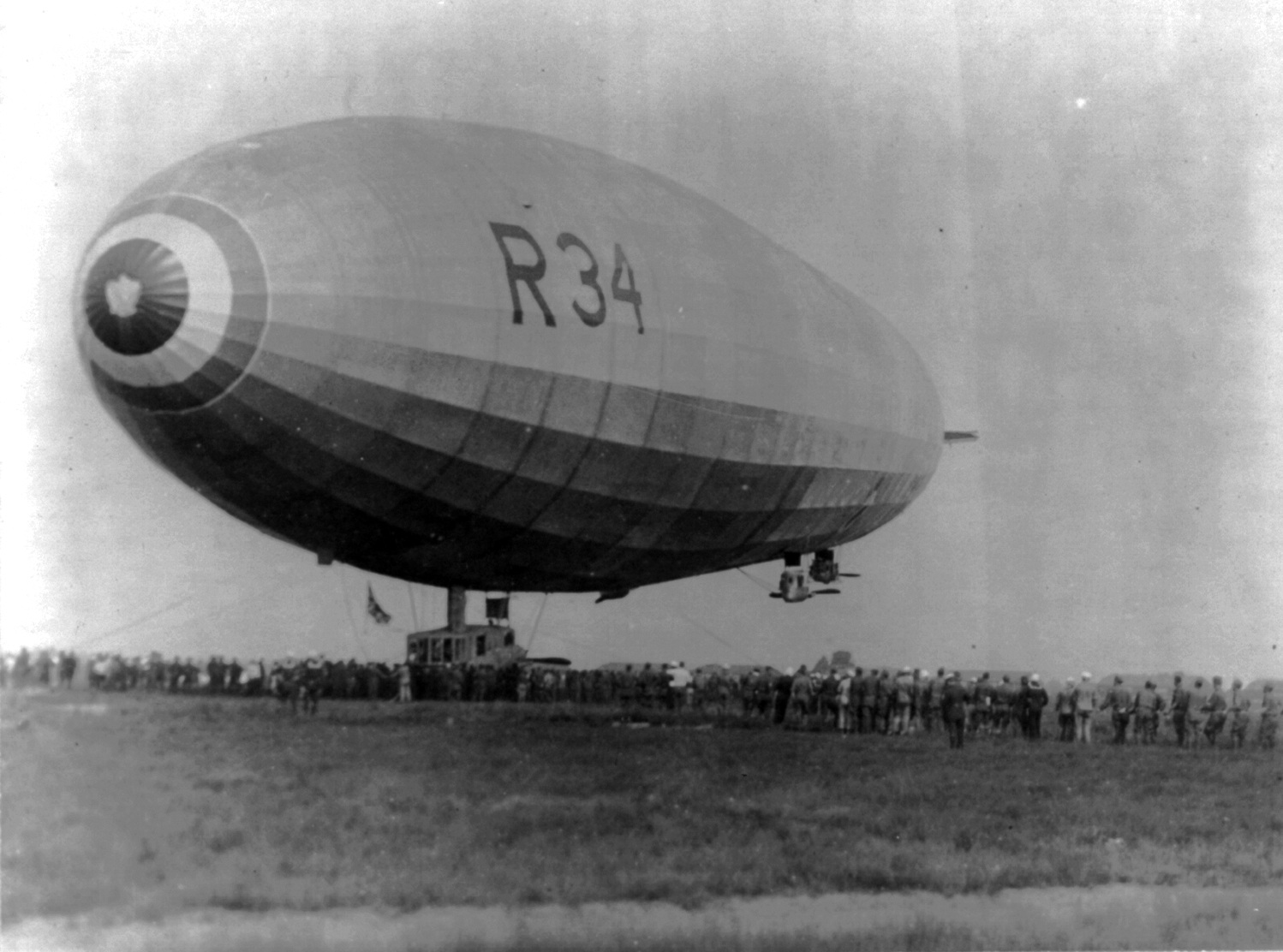
ロングアイランドに着陸するR34

R33級飛行船は、イギリスの第一次世界大戦中から開発の始まった飛行船である。同級の飛行船にはR33とR34がある。R33は飛行機を飛行船から発着させる「パラサイト・ファイター」の試験などに用いられ、R34は1919年7月6日、イギリスからアメリカ合衆国のロングアイランドまでの大西洋横断飛行に成功した。
1916年、ドイツのツェッペリン飛行船、L 33がイギリスに不時着し、良好な状態で鹵獲され、5ヶ月の調査によってドイツの技術が明らかにされた。それまでのR31級よりも大きいR33級の開発が開始された。1918年、ドイツの技術をもとにR33はノース・ヨークシャーのアームストロング・ホイットワースで、R34はスコットランドのWilliam Beardmore and Companyで建造が始められた。

## R31
硬式飛行船のR31級飛行船は、第一次世界大戦時にイギリスが開発した。R31は海上の味方艦隊に接近する敵をいち早く発見し、場合によっては攻撃する護衛任務のために造られた。その特徴の1つが、機体の構造材に木材を使用していたことだ。
船体はたっぷりと防火剤を塗ったベニヤ板に補強ワイヤー、キャンバス地の素材を組み合わせて構築されており、6発のエンジンを搭載していた。
(燃費が悪く後に5発)
4時間の試験飛行で時速110キロをマークするなど、まずまずの快速ぶりを見せたR31だったが、試験を終えて基地であるスコットランドに戻る途中、船体の一部が破損。やむを得ずヨークシャの飛行船基地に係留されたが、あてがわれた格納庫がが火災事故でダメージを受けており、ひどい雨漏りを起こしていた。
当時の木材用接着剤は水に弱く、水が染み込むと強度が失われてバラバラになってしまう。その後、戦争が終わったこともあり使い物にならず木材として解体された。

## R33
1919年3月6日にR33の初飛行がノーフォークのプルハム基地で行われた。10月23日までに23回の飛行が行われ、合計337時間の飛行を行った。その中には、ブラスバンドをのせて行った、第一次世界大戦の戦勝を祝う飛行も含まれた。1920年に、民間用に転用され、G-FAAGの登録記号をえた。新しい係留技術などの試験に用いられた。オーバーホールの後、クロイドン基地に移され、無人のソッピース キャメルを搭載して上昇する実験を行い成功した。1921年6月首都警察の交通監視に用いられ、ヘンドン航空祭での飛行などを行った。
1921年のR38の事故で軍用飛行船の開発が中止され、軍用飛行船は廃棄されたが、R33は民間登録されていたので、廃棄を免れたが4年間は活動を行わなかった。1925年に、強風で大陸まで漂流する事故をおこすが修理されて、10月に新型飛行船R101の建造のためのデータをとるための実験に用いられた。10月半ばから、パラサイト・ファイターの実験に用いられ、デ・ハビランド ハミングバードを用いて、飛行船から航空機の発着する実験が行われた。1925年の12月までには飛行船からの発進と、再収容に成功した。1926年には1機1トンある2機のグロスター グリーブの発進に成功した。
1928年に機体に重大な金属疲労が見つかり、スクラップにされた。機体の1部はヘンドンのRAF博物館に展示されている。

## R34
R34の初飛行は1919年3月14日に行われ、3月30日にイースト・フォーチュンに配属された。6月17日から20日にわたって、バルト海を越える56時間の飛行を行った。ジョージ・スコットを指揮官として大西洋横断飛行を行うことが決定されたが、乗客用の設備は備えられていなかったのでキールの通路に臨時のハンモックを吊り、エンジンの排気パイプに溶接した板で料理が行われた。
1919年7月2日にイギリスを出発し、106時間の飛行でほとんど燃料を使い果たした後、7月6日にアメリカ合衆国、ロングアイランドのミネオラに到着した。地上のメンバーは大型飛行船を扱った経験がなかったので、E・M・ピッチャードはパラシュートで地上に降りて、航空機でヨーロッパからアメリカ合衆国に到着した最初の人物となった。この飛行はオルコックとブラウンによる無着陸大西洋横断飛行の2週間後であり、偏西風に抗して不利となる東から西への方向の初の大西洋横断飛行であった。イギリスに戻る飛行は7月10日から13日に行われ75時間の飛行であった。
1921年1月27日に北海で訓練中に悪天候に見舞われ、2基のプロペラを失い、かろうじて帰還するが強風のために格納庫に入れることができず、戸外に係留されたためさらに損傷を受けたことによって廃棄された。